# Coast Air
Pour les articles homonymes, voir CST.

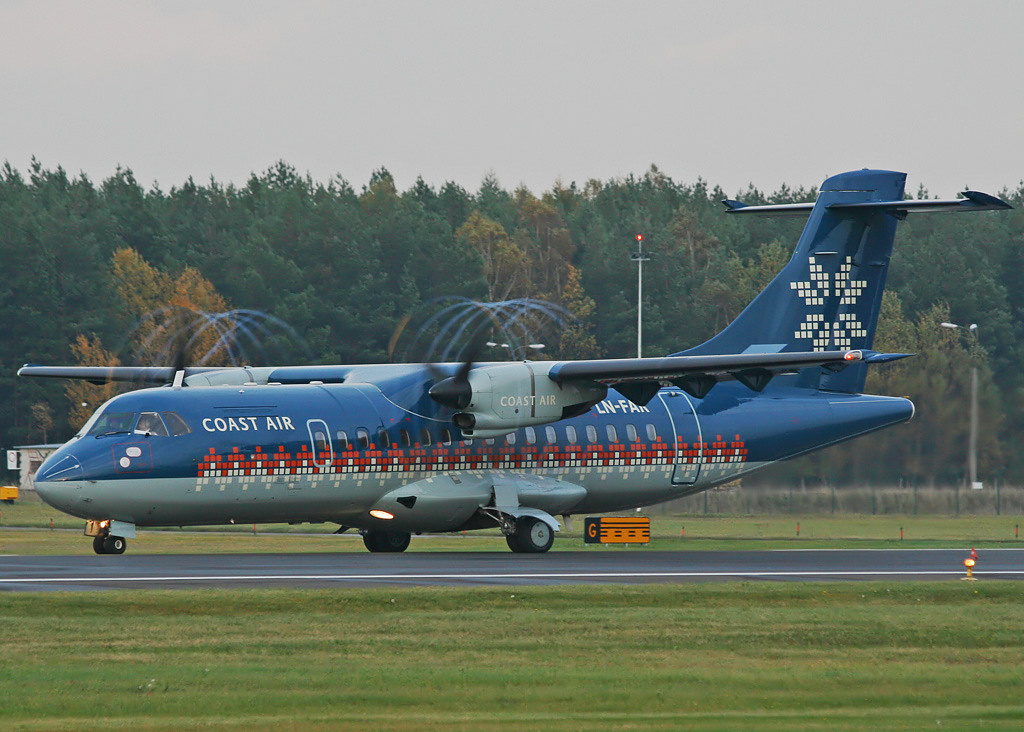
ATR-42 de Coast Air

Coast Air (code AITA : BX ; code OACI : CST) est une compagnie aérienne norvégienne.
Nom et adresse : Coast Air AS Haugesund Lufthavn Karmøy Postboks 163, 4299 Avaldsnes (Norvège).